# Prittitz

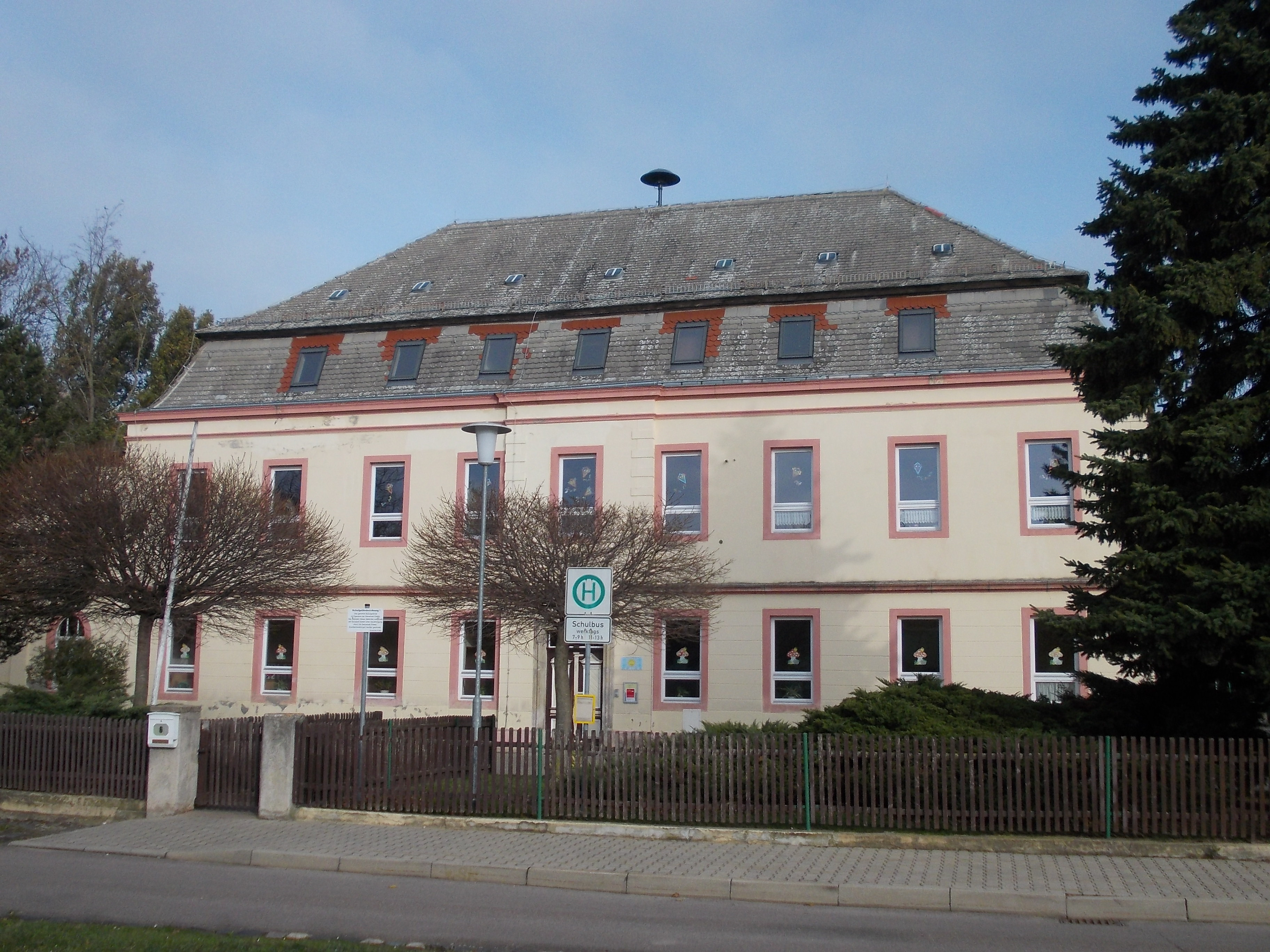
Herrenhaus Plotha

Prittitz ist ein Ortsteil der Einheitsgemeinde Stadt Teuchern im Burgenlandkreis in Sachsen-Anhalt.

## Geografie

### Geografische Lage
Prittitz liegt südwestlich von Weißenfels.

### Gemeindegliederung
Als Ortsteile der Ortschaft sind ausgewiesen:
- Plennschütz
- Plotha

## Geschichte
Der Ort wurde im Jahr 1140 erstmals urkundlich erwähnt. Prittitz und Plennschütz gehörten bis 1815 zum Königreich Sachsen (Amt Weißenfels) und gelangten dann an den Regierungsbezirk Merseburg der preußischen Provinz Sachsen (Landkreis Weißenfels).
Aus der Stadt Teuchern und den Gemeinden Deuben, Gröben, Gröbitz, Krauschwitz, Nessa, Prittitz und Trebnitz wird zum 1. Januar 2011 per Gesetz die Einheitsgemeinde Stadt Teuchern gebildet. Mit Bildung der neuen Stadt wurden die an der Neubildung beteiligte Stadt und die beteiligten Gemeinden aufgelöst. Außerdem hörte die Verwaltungsgemeinschaft Vier Berge-Teucherner Land, in der alle vereinigten Gemeinden organisiert waren, auf zu existieren.

## Gedenkstätte
- Gedenktafel an der Grundschule in Erinnerung an die Kommunistin Grete Walter, die nach den in der Berliner Gestapozentrale Prinz-Albrecht-Straße erlittenen Folterungen 1935 in den Freitod ging

## Politik

### Gemeinderat
Der ehemalige Gemeinderat von Prittitz setzte sich aus 12 Ratsmitgliedern zusammen.
- CDU 8 Sitze
- Wählergruppen 3 Sitze
- Einzelbewerber ein Sitz

(Stand: Kommunalwahl am 13. Juni 2004)

### Bürgermeister
Der ehrenamtliche Bürgermeister Oswald Gering wurde erstmals am 2. Juni 1994 gewählt.

### Wappen
| | Blasonierung: „Geviert von Rot und Silber; Feld 1: wachsend drei goldene Ähren mit Halm, die äußeren beiden mit Halmblatt; Feld 2: ein schwarzer Adler, golden bewehrt und rot gezungt; Feld 3: ein gewellter blauer Drillingsbalken; Feld 4: ein Dreipass mit goldenen Eichenblättern und silbernen Eicheln in goldener Kapsel.“ |
| Wappenbegründung: Die Farben sind Rot - Weiß (Silber). Links oben die drei Ähren sollen anhand einer Zahlensymbolik auf die drei Ortsteile Prittitz, Plotha und Plennschütz verweisen. Außerdem symbolisieren sie die Landwirtschaft und verweisen auf den ursprünglichen Haupterwerbszweig der Bevölkerung, deren einst überregionale Bedeutung unterstreicht und dem Anerkennung zollt. Auch heute wird in der Ortschaft noch aktiv Ackerbau und Viehzucht betrieben. Oben links prangt der schwarze preußische Adler, dieser Teil des Wappens gibt einen Hinweis auf die historische Zugehörigkeit des Ortes zu Preußen, Anfang des 19. Jahrhunderts, von der auch einige Denkmale im Ort zeugen. Die drei Wellenbänder zeugen vom Wasserreichtum der Region und stehen als Symbol für den Kötzschbach. Unten links winden sich drei Eicheln und drei Eichenblätter zum Dreipass. Jene sollen nochmals die drei Ortsteile und deren enge Verbundenheit zur Natur, sowie auch die Wälder, welche die Ortsteile eingrenzen, symbolisieren. Eichenlaub und Eicheln sind ebenfalls als eine Hommage an den ältesten eingetragenen Verein des Dorfes, die Schützen-Gilde 1845 e. V., angesehen werden. Das Wappen wurde von der Grafikerin Gudrun Seffers aus Magdeburg gestaltet und am 28. Mai 2008 durch den Burgenlandkreis genehmigt. | |

### Gemeindepartnerschaft
Die ehemalige Gemeinde Prittitz war seit 2002 mit der Gemeinde Goleszów in Polen in einer Partnerschaft verbunden.

## Sehenswürdigkeiten

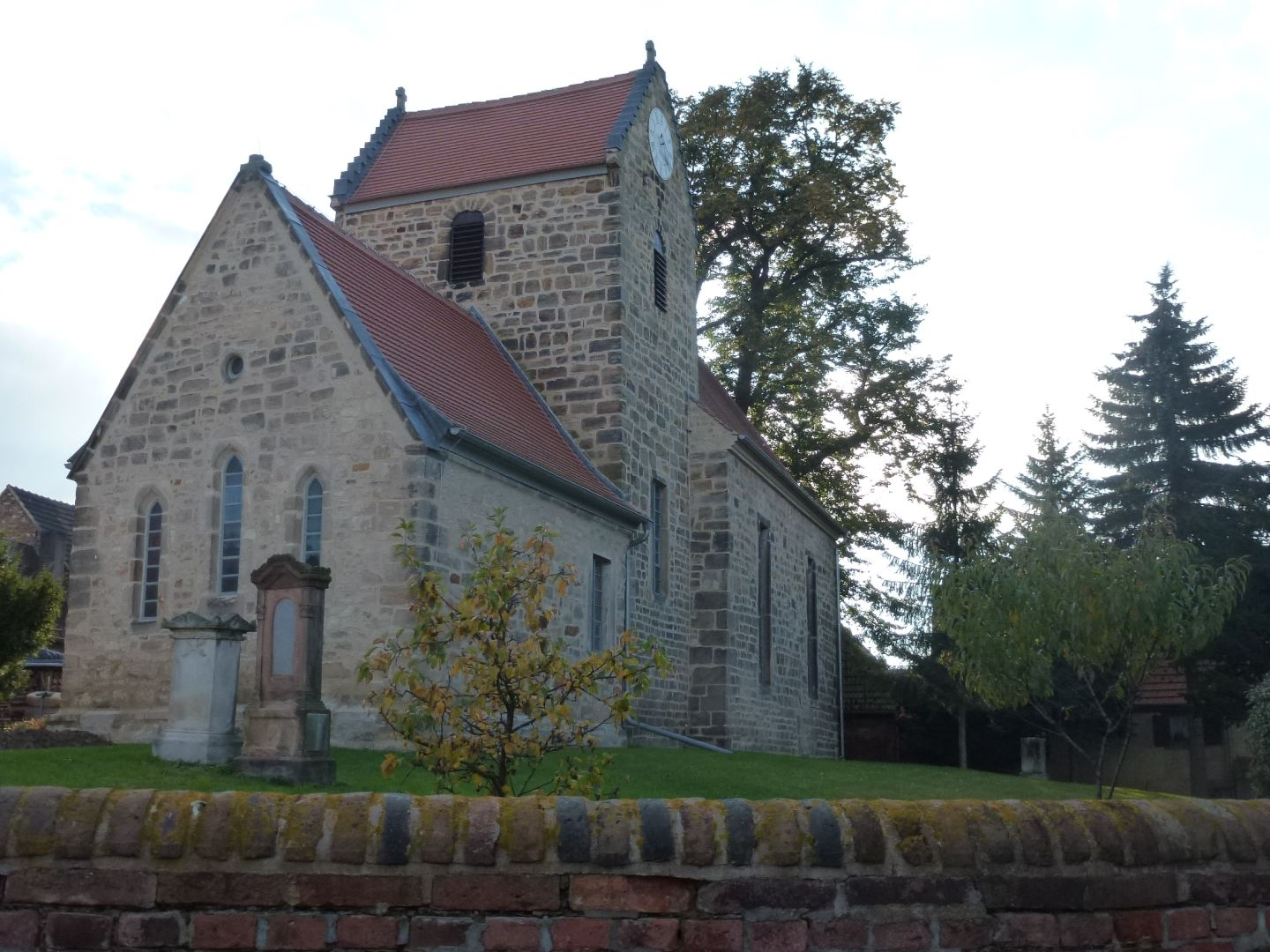
Kirche Prittitz

### Kirche
Die Kirche Prittitz ist eine Chorturmkirche mit Satteldach, deren Unterteile romanischen Ursprungs sind. Der niedrigere langgestreckte Chor mit gestaffelter Dreifenstergruppe und Kielbogenfenstern wurde vermutlich erst im 15. Jahrhundert erbaut. auf der Nordseite sind noch Reste einer romanischen Pforte erhalten, am Chorgiebel ist noch ein Giebelkreuz erhalten. Das Kirchenschiff wurde im 18. Jahrhundert erhöht und alle Fenster verändert; eine Restaurierung erfolgte in den Jahren 1967/68.
Im Chor ist ein Tonnengewölbe eingezogen, außerdem sind dort noch Reste spätgotisierender Schablonenmalerei erhalten. Eine spätgotische Sakramentsnische mit krabbenbesetztem Kielbogen und originalem Eisengitter sowie Reste von Wandmalereien sind ebenfalls erhalten, ferner Reste von Wandmalereien mit Weihekreuzen und Darstellung einer spätgotischen Turmmonstranz. 
Das Kirchenschiff ist flachgedeckt, an beiden Seiten sind doppelgeschossige Emporen eingebaut. In der Turmhalle ist ein qualitätvoller frühklassizistischer Kanzelaltar erhalten. Auf der Westempore befindet sich eine früher Johann Gottlob Trampeli zugeschriebene Orgel. Nach jüngeren Forschungen stammt das Werk aber von Matthias Vogler aus dem Jahr 1793.

### Weitere Sehenswürdigkeiten

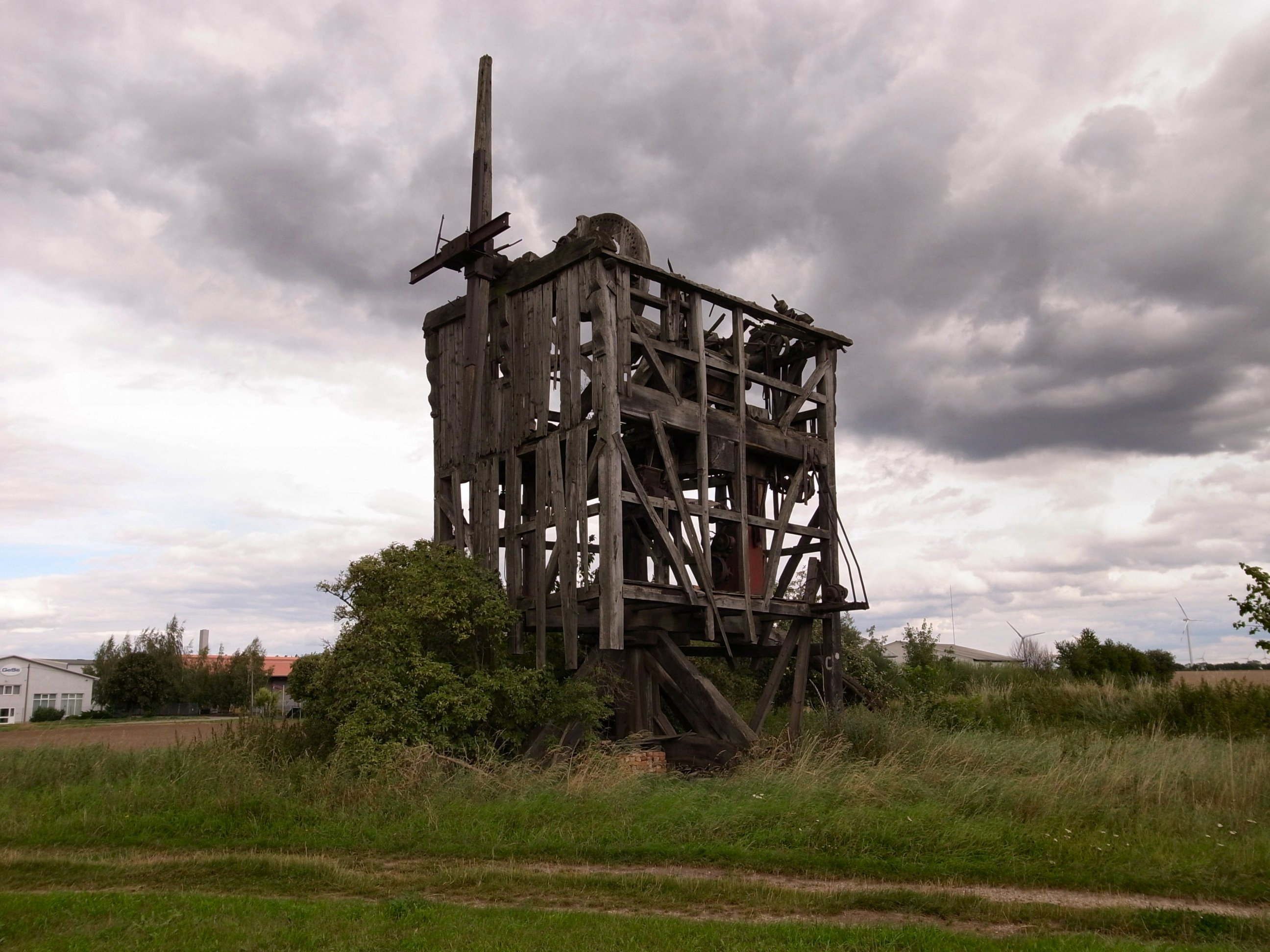
Windmühle in Prittitz

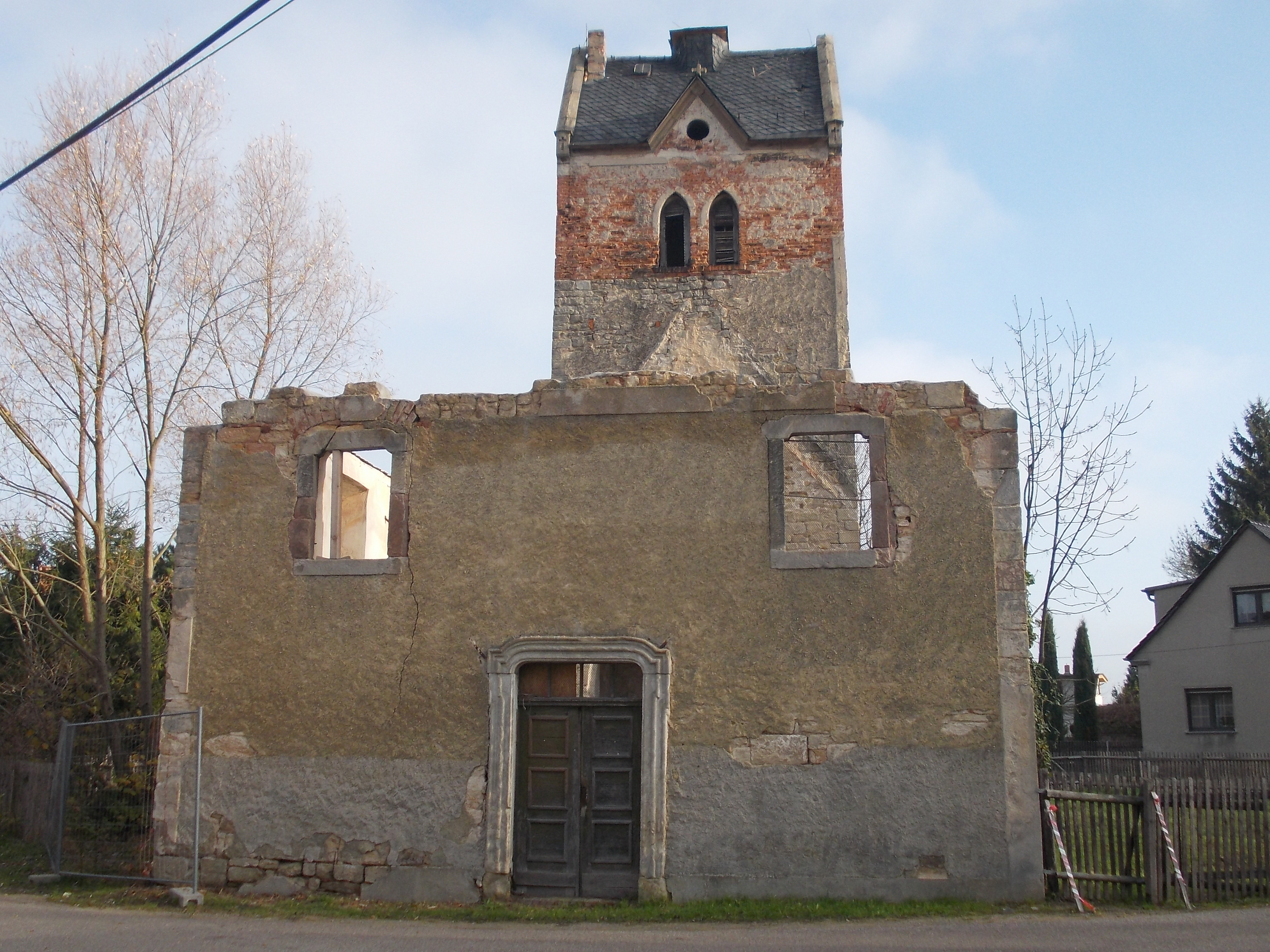
Kirchruine in Plennschütz

- Herrenhaus und Park des Rittergutes in Plotha
- Kirchruine in Plennschütz
- Windmühle in Prittitz

## Wirtschaft und Infrastruktur

### Verkehr
Prittitz hat einen Bahnhof an der Bahnstrecke Weißenfels–Zeitz, die als RB 76 stündlich von DB Regio Südost bedient wird.
Durch Prittitz (Ortsteile Plennschütz und Plotha) führt die Bundesstraße 87. In unmittelbarer Nähe von Prittitz verlaufen die Bundesstraße 91, die Bundesstraße 180 und die Bundesautobahn 9.